# 木村咲愛
木村 咲愛（きむら さきあ、2009年2月20日 - ）は、日本のアイドル、タレント、子役。さくら学院の元メンバー。元アミューズ所属。

## 来歴
2017年にアミューズに入所。2019年5月にさくら学院のメンバーとして活動を開始し、2020年9月にがむしゃら!委員長に就任し、2021年8月の同グループの活動終了をもって同グループを卒業した。
2020年4月から2022年3月まで、Eテレの「ビットワールド - BIT WORLD - 」にレギュラー出演をした。
2025年3月31日、アミューズとの契約を終了し退所した。プロフィールページでの最期のあいさつで「再び皆様の前で成長した姿をお見せできるよう、日々努力してまいります。応援していただけると、とても嬉しいです。（中略）どうぞ、これからもよろしくお願い致します。」として、以後の芸能活動に含みを持たせた。

## 人物
2021年8月時点での趣味はアイロンビーズ、料理（クッキング）。好きな食べ物はお肉。これだけは譲れないことには、鉛筆が削れなくなるぐらい短くなるまで使わないと気がすまないこと、瞬足のマジックテープ（黒）しか履きたくないことを挙げている。特技はバトン、体が柔らかいこと、ダンス。
芸能人のマッチングサイトのタレメcasting.NEXTにおいては、アイドル、タレント、子役の他に、歌手、アーティストと記載されていた。

## 出演作品

### テレビ番組
- ビットワールド - BIT WORLD - （Eテレ、2020年4月 - 2022年3月）- サキ 役[注釈 2]、「怪盗おっシャレーズ」サキーニャ 役
- ポンポンジャンプ!（BSフジ）
- 高杉さん家のおべんとう 第2話、第9話（中京テレビ、2024年10月9日、11月27日）- 同級生役

### PV
- タカラトミー リカちゃん「ジュエルアップかれんちゃん」ダンスビデオ[9]、ダンスレッスンビデオ[10]（2019年2月）
- タカラトミー「ゆめいろリカちゃん」ダンスビデオ[11]、ダンスレッスンビデオ[12]（2020年2月）
- バンダイナムコ ブランドムービー Dance and Music Ver.（2022年4月）

### CM・MV
- Perfume「Let Me Know」
- しまじろうのわお!「グーチョキパーでパンプキン」[13]（2017年）
- 日本コカ・コーラ株式会社「ファンタ 3年N組 ワイルド先生篇」（2025年）

### 雑誌
- キラッとプリ☆チャン ファンブック

### イベント
- 「東京おもちゃショー2019」リカちゃん&かれんちゃんスペシャルダンス ステージ[14]